# Éditions Snoeck
Les éditions Snoeck sont une maison d'édition belge ayant leur siège à Heule.

## Présentation
Une librairie tenue par la famille Snoeck existait depuis le XVIIIe siècle à Gand, et a commencé à publier un almanach.